# Cryptogramma crispa
Cryptogramma crispa — багаторічна трав'яниста рослина родини Pteridaceae, висотою 15–30 сантиметрів. Етимологія: лат. crispa — «завитий; кучерявий».

## Опис
Має короткі, розгалужені, повзучі лускаті кореневища. Листя (вкл. черешки) до 30 см, прямостоячі, безплідні — 2–3-перисті з листовими фрагментами, 5–10 х 3–7 мм, родючі — 3–4-перисті з вужчими фрагментами. Стерильні листки світло-зелені, а родючі — темно-зелені. Черешок біля основи жовтого кольору, вкритий лусочками. Спорангії жовті й дозрівають приблизно у червні–вересні. Хромосом: 2n = 120.

## Поширення
Полюбляє кам'янисті місця на кислих ґрунтах у горах, а також зустрічається на сухих кам'яних стінах. Має арктично-альпійське поширення (в Альпах на висотах до 2800 метрів). Виростає в горах Центральної, Південної Європи, Туреччини, й Кавказу і в Північній Європі, у тому числі Скандинавії і на Британських островах.

## Галерея

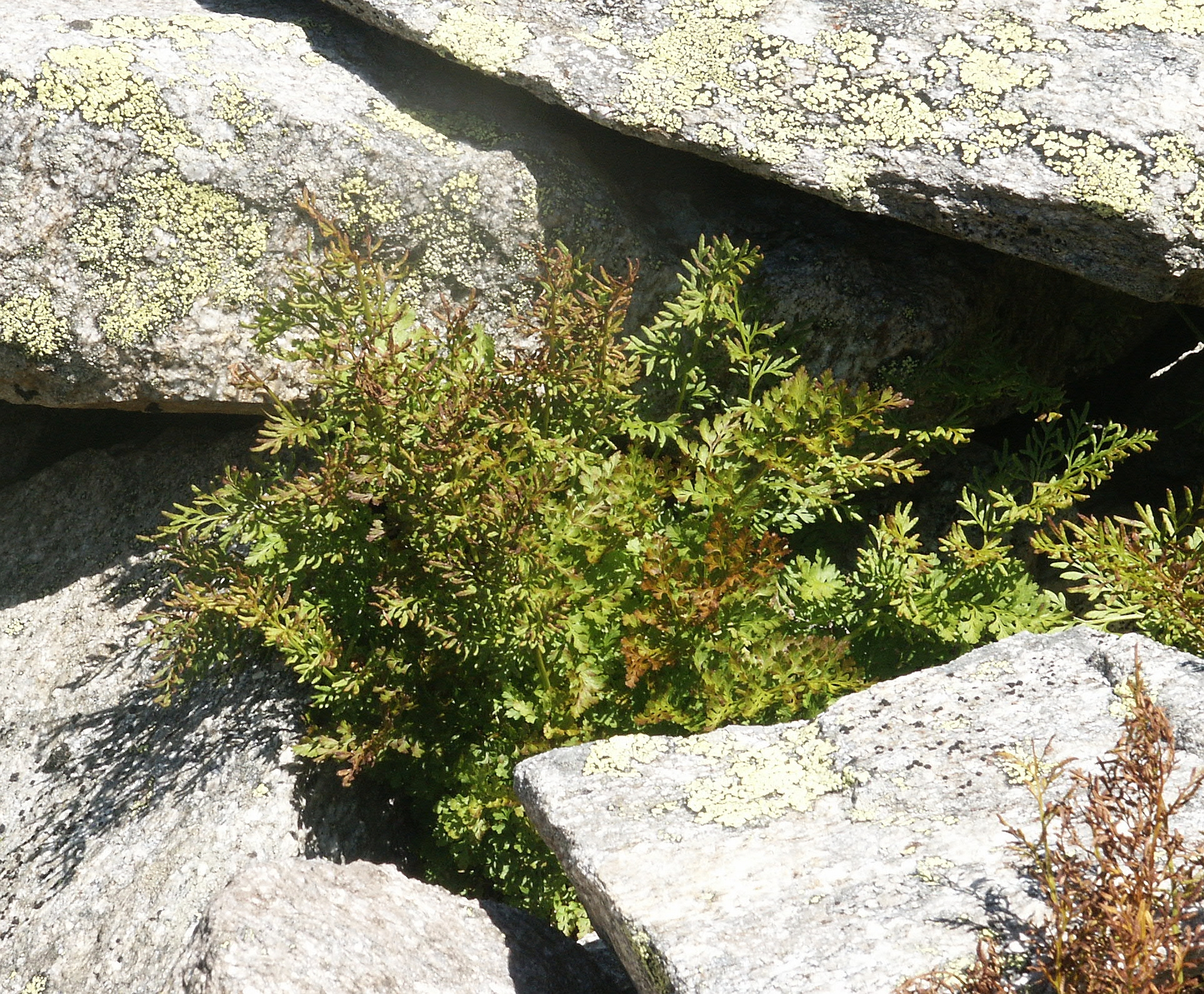
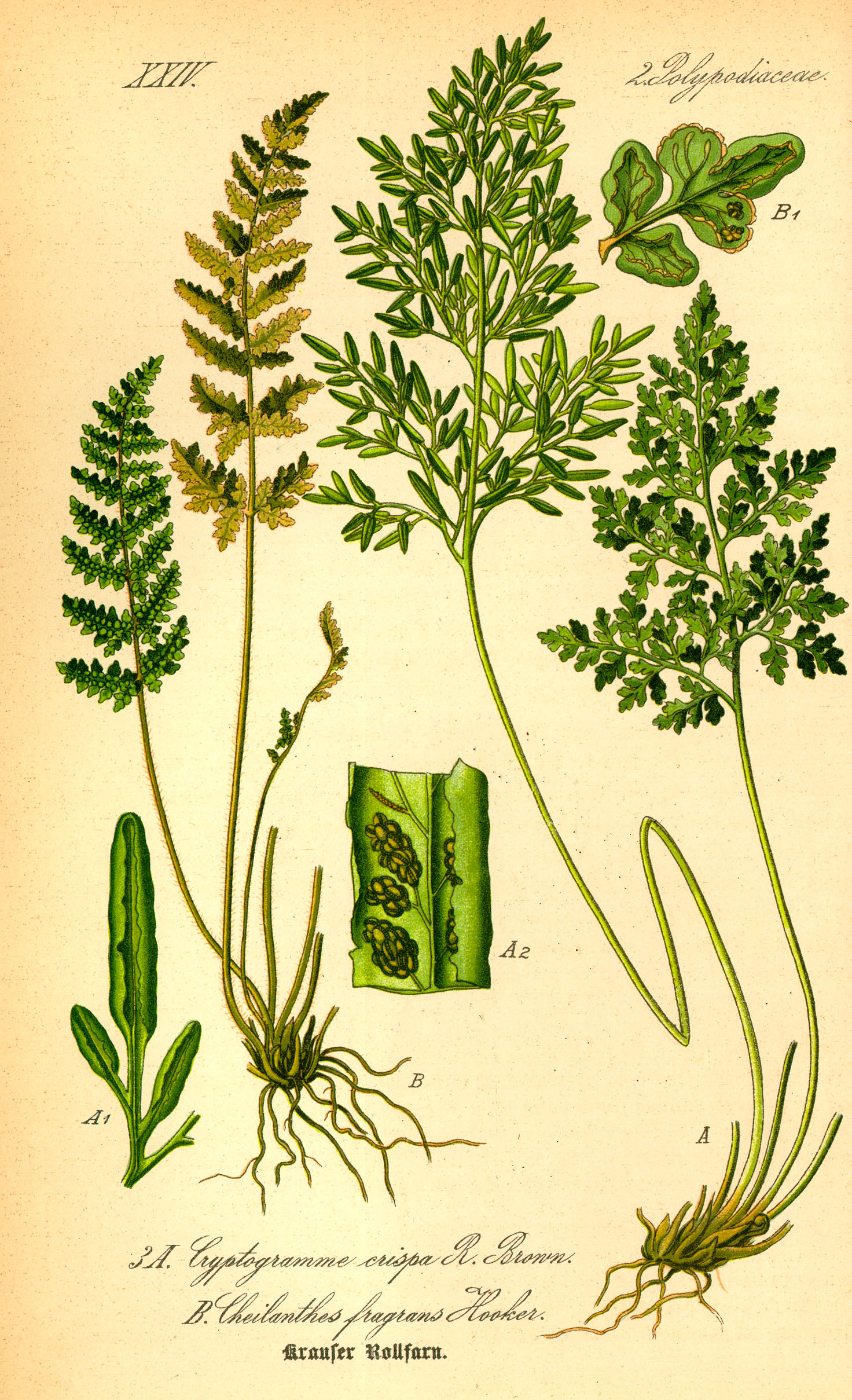